# Fiura

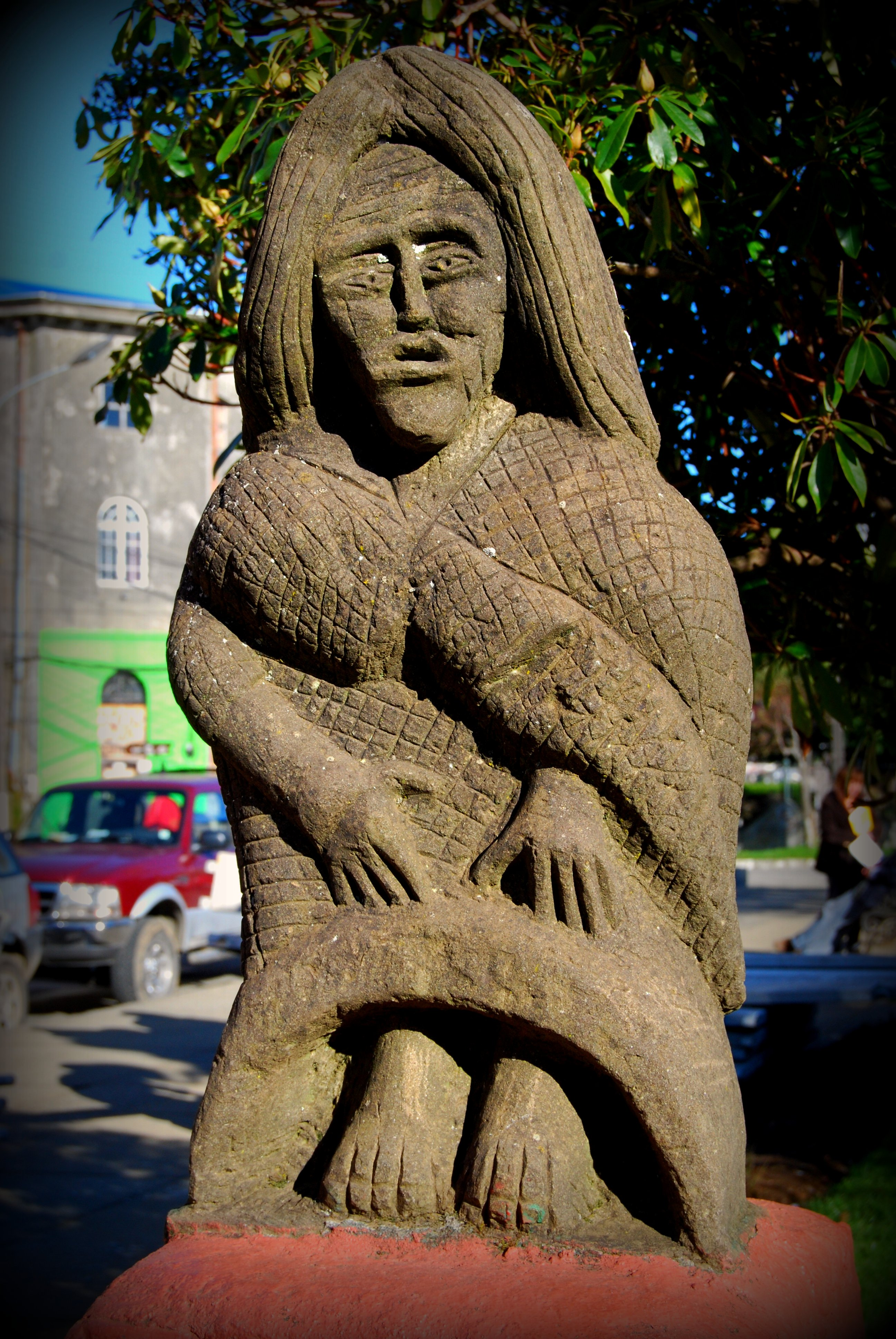
Estatua de la Fiura, en Ancud.

La Fiura, también llamada Trauca, es una criatura maligna perteneciente a la mitología chilena. El término también se utiliza para describir a alguien muy feo o muy díscolo. Muchas veces, la Fiura es catalogada como un súcubo según la cultura de la demonolatria.

## Descripción

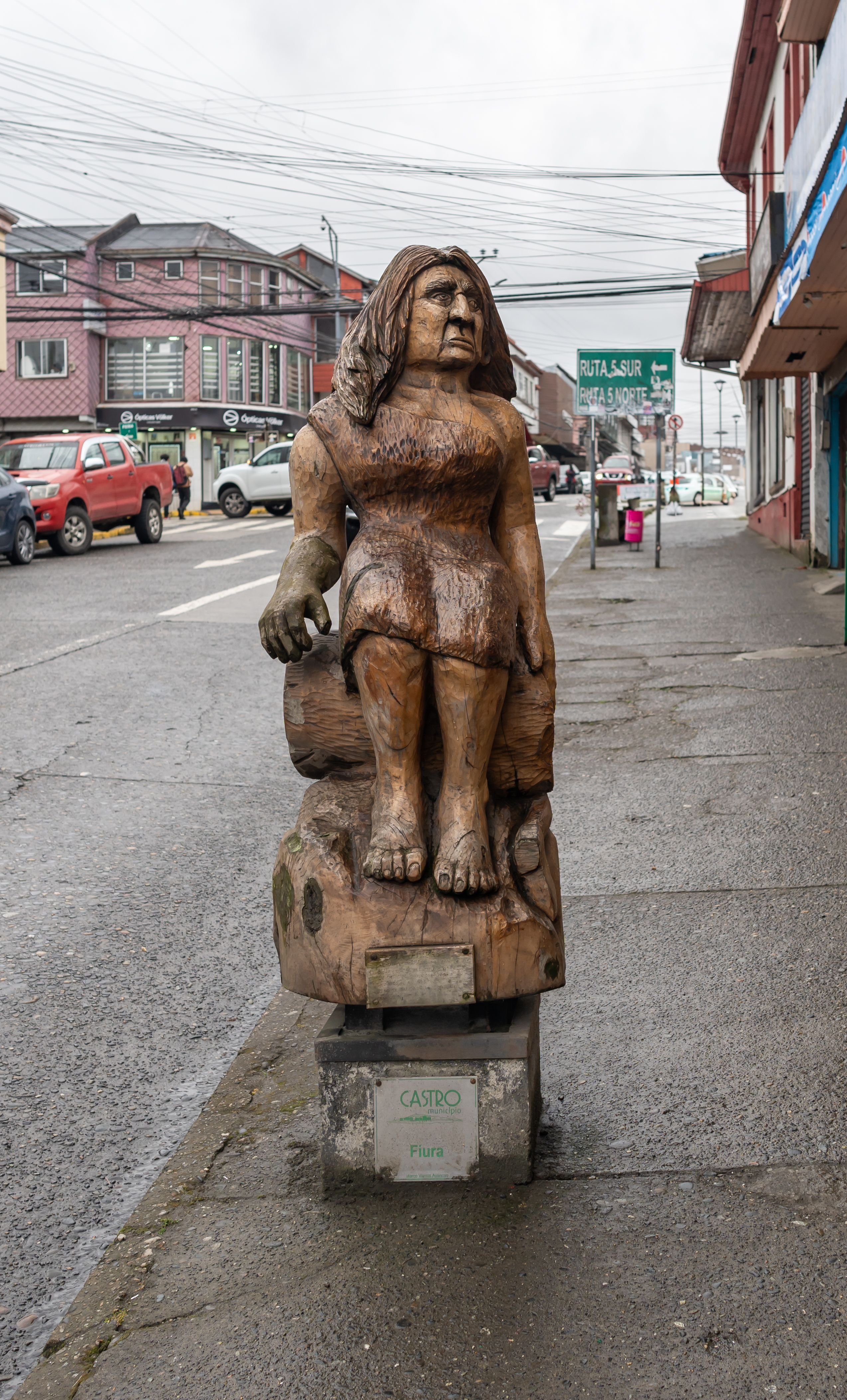
Escultura de la Fiura en Castro

Tiene el aspecto de una mujer repugnante, de grandes mamas y de diminuta estatura (40 a 50 cm) y de larga cabellera negra. Su rostro presenta unas facciones horribles, con unos ojos chispeantes, que están casi ocultos tras su descomunal nariz. Sus dedos son delgados y engarfiados, y tiene la capacidad de alargarlos y girarlos en todas direcciones moviendo nerviosamente los deformes dedos de sus enormes manos. Usa ropajes de color rojo, y acostumbra adoptar posturas extrañas y muecas horrendas con su rostro.

## Leyenda
Los habitantes de Chiloé cuentan en sus leyendas que la Fiura es la única hija y la semilla de la perversión de los actos de La Condená; su padre sería el Trauco, con quién igualmente está casada, para así poder seguir diseminando la maldad que proviene de los actos de su madre. De esta forma logra tener hijos con su padre los cuales tienen las mismas características del Trauco si son machos, y de ella si son hembras. Por ello conservan los mismos nombres de estos dos seres.
Debido a su origen, aventaja en malignidad y ferocidad a su padre-marido; por lo cual se deleita en prodigar males a las personas de Chiloé. Se dice que vaga en los bosques y se escabulle entre los matorrales, en busca del fruto de las espinosas chauras, que come con glotonería; y las personas pueden saber que la Fiura ha pasado por un lugar, al observar las deposiciones que deja sobre las raíces salientes de los grandes árboles. Igualmente se dice que teniendo un gran cuidado, se puede observar cuando ella se peina cuidadosamente con un peine de cristal o plata muy pulido que brilla con los rayos del sol, mientras se baña en pequeños lagos. Después del baño, se sienta sobre el musgo, y permanece desnuda durante horas o se dirige a danzar sobre las tembladeras. Se caracteriza por poseer una fuerza sobrehumana y por la capacidad de hacer uso de la fetidez de su aliento para torcer o quebrarles los miembros a los animales o las personas que la observan; siendo tal su poder, que puede surtir sus efectos a distancia. Igualmente se caracteriza por sentirse atraída por los animales y hombres viriles; debido a su gran fuerza y destreza, es imposible librarse de ella. Para atraerlos hace uso de su gran poder de seducción maligno heredado de los vicios de su madre; y así el hombre o animal se sentirá atraído hacia la Fiura, y le pedirá tener relaciones sexuales; y por eso las expresiones populares dicen que “lo tentó la condená”. La única condición que le pediría al hechizado enamorado sería que no le vea el rostro; si llega a observarla, ella utiliza su maligno aliento para castigarlo. Una vez saciado su apetito sexual, provoca una locura al desdichado. Algunas versiones indican que también se dedica a raptar a los niños para críarlos como propios y así corromperlos.

### Protección y cura contra la Fiura y sus males
Los males y deformaciones causadas por la Fiura, serían prácticamente incurables y solo unos pocos casos puede conseguir alivio mediante un tratamiento y ritual especial que pueden realizar únicamente las machis. Para contrarrestar los males provocados por la Fiura se dice que se debe tomar raspaduras provenientes de la "Piedra de Ara" (piedra de mármol del altar de una iglesia).
Contra las deformaciones, la cura consistiría en cortar una rama de la pahueldún (enredadera) al comienzo del amanecer; y una vez llevada junto al enfermo, la rama debe ser azotada hasta que brote la savia, la cual debe beber el enfermo. Posteriormente la rama azotada debe ser arrastrada hasta la playa, y luego lanzada al mar. Según los chilotes son varias las fiuras hijas y solamente un brujo chilote o calcu poderoso puede actuar contra ellas; ya que los hombres normales no se le pueden acercar.